# Цинская армия

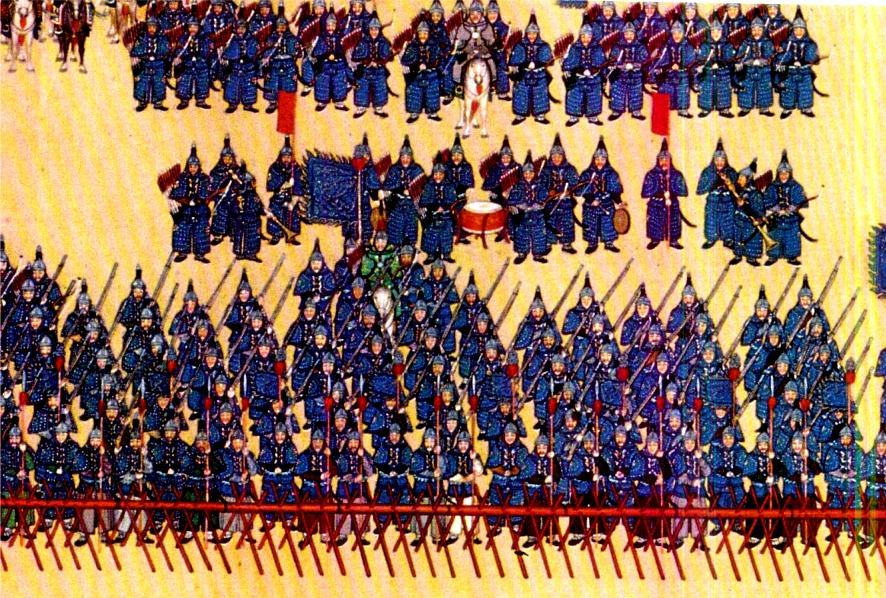
Войска синего знамени, XVIII век.

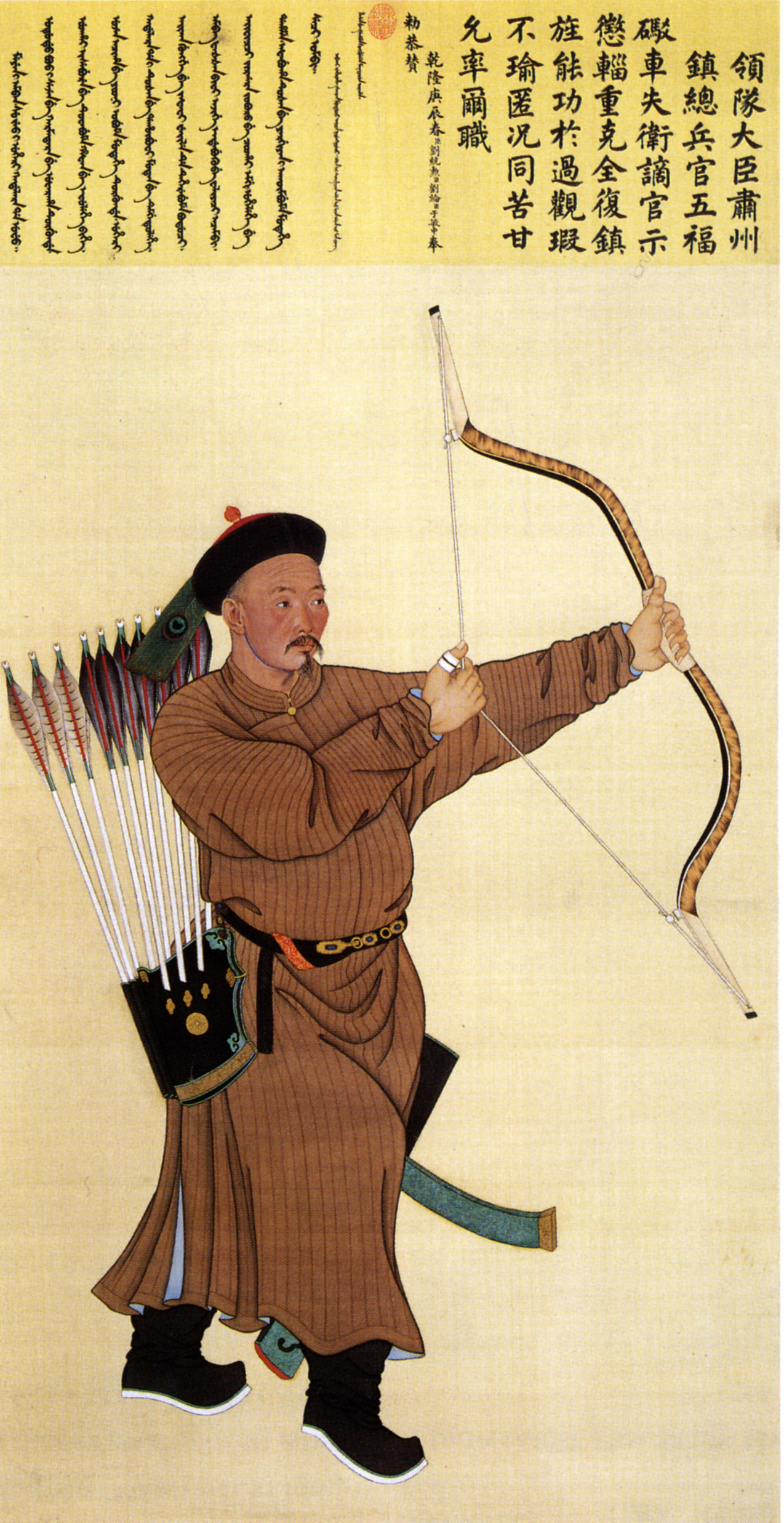
Китайский генерал У Фу, 1760.

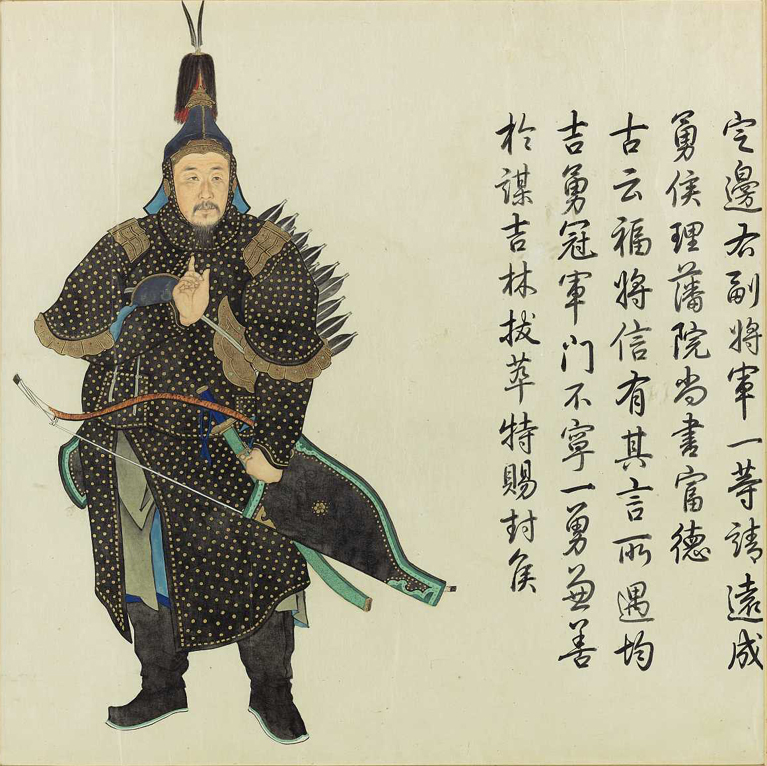
Маньчжурский офицер, XVIII век.

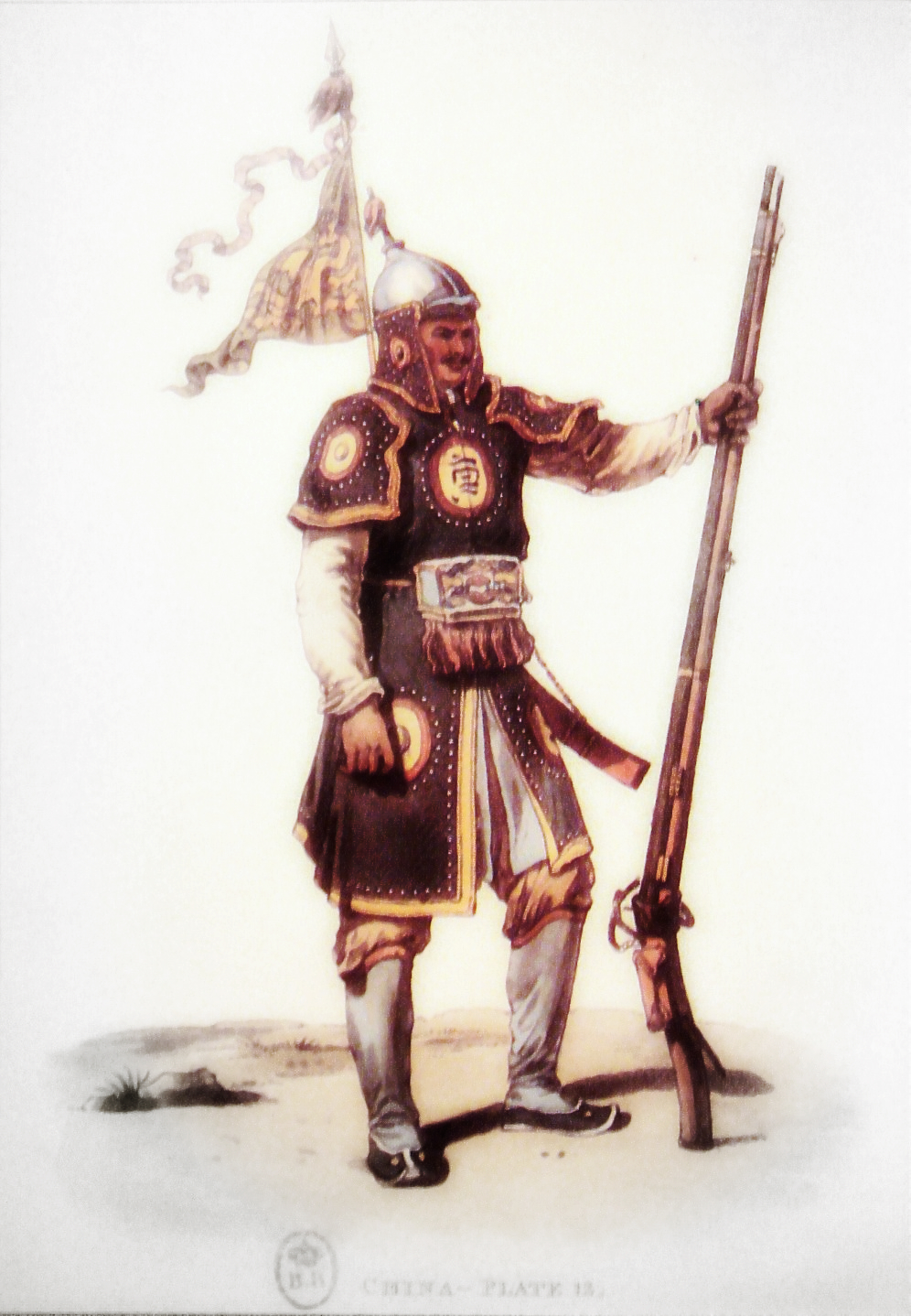
Китайский солдат, 1793.

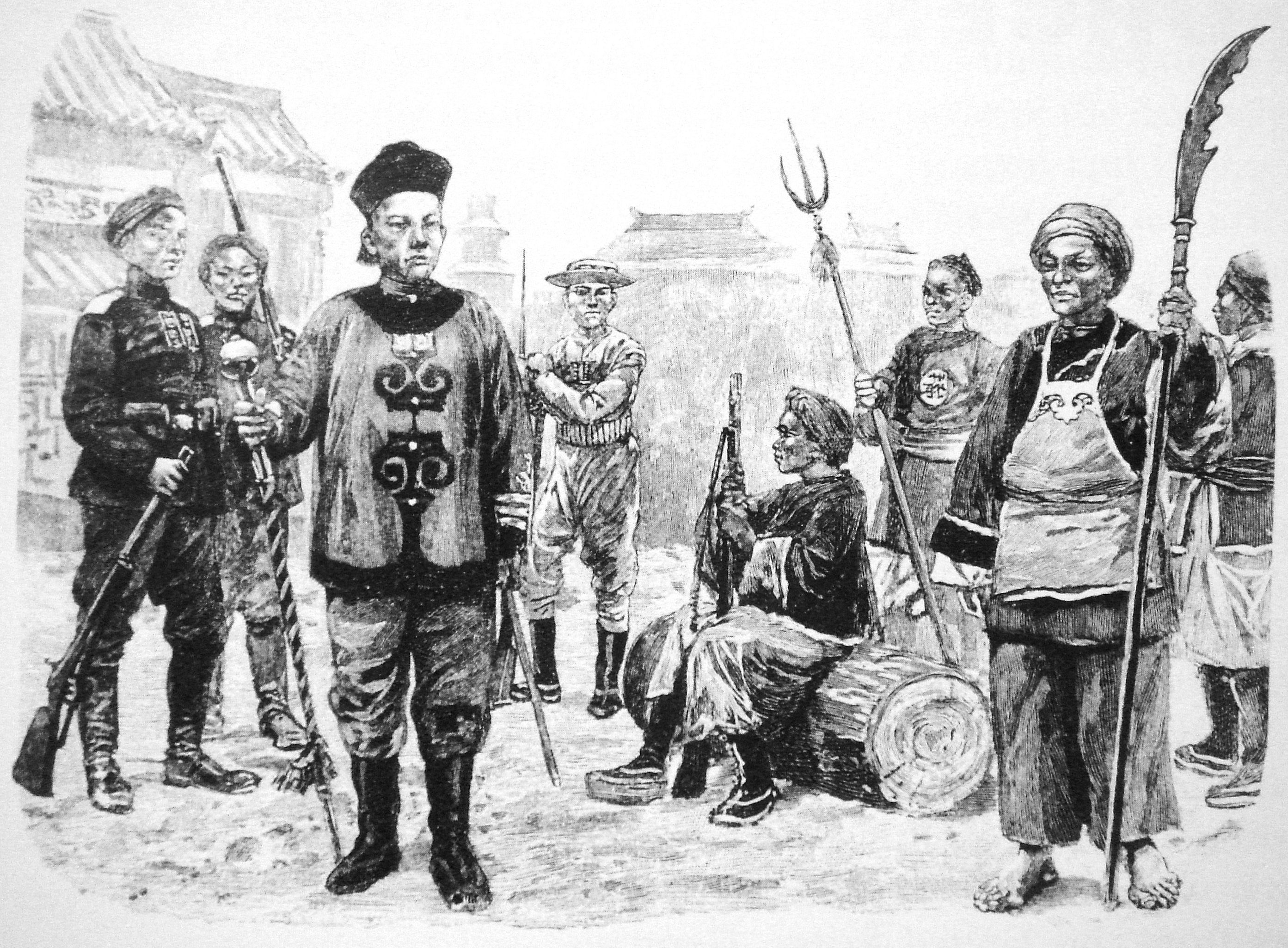
Китайские солдаты, 1899—1901. Слева — два пехотинца Новой армии.

Цинская армия (кит. 清军) — вооружённые силы империи Цин, появившиеся в начале XVII века с началом завоевания маньчжурами Минского Китая, и до падения империи в 1912 году в результате Синьхайской революции.

## Восьмизнамённая армия
Маньчжурский хан Нурхаци произвёл ряд реформ. В 1601 году он ввёл ниру — низшую единицу военно-административной системы. Каждую ниру возглавлял феодал ниру-эдзэн. В 1604 году он произвёл реформу, введя корпуса «Восьмизнамённых войск». В 1606 году он реформировал эту систему. Каждая рота ниру состояла из 300 человек, 5 ниру составляли полк чалэ, а 5 чалэ — знамя гуса. Первоначально было 4 знамени — Жёлтое, Красное, Белое и Синее. Треть взрослых мужчин, числившихся в ниру, должны были находиться на военной службе, а остальные — заниматься сельским хозяйством. Реальная численность ниру, как правило, была меньше 300 человек, и позднее официально сократилась до 150. В 1615 году 4 знамени были разделены на «основные» и «окаймлённые», так образовалась Восьмизнамённая армия. По мере роста маньчжурского государства стали формироваться части из монголов и китайцев, первое упоминание о которых относится к 1621 году. Они образовывали новые знамёна. К 1643 году окончательно сложилась Восьмизнамённая система. Она состояла из 24 дивизий — по 8 маньчжурских, китайских и монгольских, которые были разделены на 8 знамённых корпусов. После 1644 года китайцы стали пополнять не Восьмизнамённую армию, а войска Зелёного знамени. Те монгольские и тунгусские знамёна, которые не вошли в Восьмизнамённую армию, представляли собой территориальную милицию. Все маньчжуры были переведены в привилегированное военное сословие, освобождены от налогов и, помимо службы, могли заниматься только сельским хозяйством. Монголы и китайцы, числившиеся в Восьмизнамённой армии, также являлись привилегированной частью населения, военная служба была наследственной.
Восьмизнамённая армия делилась на несколько родов войск. В начале XIX века основным родом была конница, важным родом была пехота, а также был смешанный корпус стрелков и артиллерии. Из этих корпусов формировались тактические отряды, в которых представители конкретных корпусов присутствовали в нужных пропорциях. Всего в начале XIX века там числилось более 250 000 человек.

## Войска Зелёного знамени
Войска Зелёного знамени были составлены из китайцев после 1644 года и не являлись частью Восьмизнамённой армии. Частично они сохранили военную организацию империи Мин. Они делились на полевые и гарнизонные, и составляли большую часть армии, однако не отличались высокой боеспособностью. В начале XIX века в них числилось свыше 650 000 человек. В зависимости от провинции и в разное время они имели различную структуру. Среди них были, в частности, конные и пешие лучники, стрелки (из ручного огнестрельного оружия), артиллеристы, щитоносцы, меченосцы, копейщики. Полевые войска состояли из конницы. Гарнизонные войска состояли из более чем тысячи батальонов «ин», расположенных в разных областях Китая.

## Национальные формирования
Тунгусские племена, солоны, дауры и шивэ, поначалу были освобождены от налогов. В 1750-х годах из северо-западной Маньчжурии они были массово переселены в Синьцзян. Там тунгусы должны были нести пограничную службу, а в случае походов — мобилизовывались в качестве лёгкой конницы. Они были организованы по образцу знамённых частей.
Монголы, как и маньчжуры, освобождались от налогов и поголовно несли воинскую службу. Монгольские хошуны возглавлялись нойонами.
Тибет вошёл в состав империи Цин в 1720 году. Тибетские формирования несли, главным образом, лишь местную службу.

## Новые армии
В 1895 году был сформирован отряд из 4000 человек, обученный по европейскому образцу и вооружённый немецким оружием. Он был возглавлен Юань Шикаем. Вскоре численность отряда возросла до 7000. Подобные формирования стали создаваться и в других провинциях. В 1902 году эти войска получили название Бэйянские армии. К 1911 году они состояли из 6 групп численностью около 75 000 человек и были наиболее боеспособными частями.

## Вооружение
Согласно описанию Н. Я. Бичурина, в 1840 году вооружение и снаряжение Цинских войск состояло из следующих предметов:
1. Изъ латъ и шлема. Латы бываютъ шелковые и китайчатые, стеганые на ватѣ и усаженные мѣдными пуговичными шляпками, или составлены изъ чешуйчатаго сцѣпленія желѣзныхъ пластинокъ. Шлемъ дѣлается кожаный, или изъ желѣзныхъ листовъ. Латы и шлемъ надѣваютъ только во время парадныхъ смотровъ.
2. Изъ лука и стрѣлъ: Лучной остовъ дѣлается изъ ильма и обстроганнаго бамбука; длиною въ З 7/10 фута; внутри выклеивается воловьимъ рогомъ, на лицевой сторонѣ жалами и сверху берестою. Степепи упругости въ лукѣ называются силами, и зависятъ отъ количества жилъ съ клеемъ. На лукъ отъ одной до трехъ силъ употребляется восемь ланъ жилъ и пять ланъ клея. На лукъ отъ 16 до 18 силъ употребляется 38 ланъ жилъ и 14 ланъ клея. Стрѣлы дѣлаются изъ березоваго или ивоваго дерева длиною въ три фута.
3. Изъ ружей и пушекъ. Солдатское ружье отливается изъ желѣза; въ длину съ ложею содержитъ 6 1/10 футовъ; заряжается тремя золотниками пороха и пулею вѣсомъ въ золотникъ. Ружейная ложа въ Маньчжурскихъ и Монгольскихъ дивизіяхъ желтая, въ Китайскихъ дивизіяхъ черная, y войскъ зеленаго знамени красная. Разсошки y pyжей желѣзныя, вышиною въ футъ. Порохъ на полкѣ зажигаютъ фитилемъ. Пушки разнаго калибра и по большой части мѣдныя, отлитыя католическими миссіонерами. Вѣсъ заряднаго пороха и ядра опредѣляется калибромъ пушки; напримѣръ пушка, называемая золотой драконъ, содержитъ въ себѣ вѣса до 370 гиновъ, длиною до 6 футовъ. На зарядъ для нея идетъ пороха до 8 ланъ; ядро вѣсомъ до 16 ланъ.
4. Изъ сабель и проч. Сабля, вообще употребляемая военными, имѣетъ лезвее въ 2 9/10 фута длиною и 1 3/10 дюймъ въ ширину; ручка длиною въ 4 1/10 дюйма. Есть тесаки, косари, бердыши, топоры и желѣзныя палки; но сіи орудія не имѣютъ общаго употребленія.
5. Изъ копьевъ. Копье имѣетъ желѣзко длиною въ 1 футъ, а древко въ 10 футовъ; копье, называемое долгое, состоитъ изъ желѣзка въ 9 дюймъ и древка въ 9 футовъ.
6. Изъ рогатокъ и осадныхъ лѣстницъ. Рогатка имѣетъ брусъ длиною въ 8 футовъ, толщиною въ 4 дюйма. Въ брусѣ восемь поперечинъ въ 5 1/2 футовъ длиною и 1 1/2 дюйма толщиною. Осадная лѣстница содержитъ 22 фута въ вышину и 24 ступени, которыя вверху имѣютъ длины 1 2/10, a внизу 2 фута. Подвигается на чугунныхъ колесахъ, a поднимается двумя желѣзными вилами.
7. Изъ металлическихъ бубновъ, раковинъ и литавръ. Металлическій бубенъ иначе тазъ цзянь, отливается изъ красной мѣди; наружность имѣетъ ровную; содержитъ 1 1/2 фута въ поперечникѣ 9 дюйма въ глубину. Бьютъ въ него колотушкою изъ водянаго камыша (обшитою холстомъ). Въ каждомъ корпусѣ и дивизіи находится извѣстное число большихъ морскихъ раковинъ Хай-ло, ни чѣмъ неоправленныхъ. Литавра Гу состоитъ изъ деревяннаго остова, обтянутаго кожею; въ поперечникѣ содержитъ 1 8/10 футъ, въ глубину 7 2/10 дюйма. Подставка на четырехъ ножкахъ въ 3 1/2 фута въ вышину. Бьютъ въ неё двумя палочками.
8. Изъ знаменъ и палатокъ. Знамена корпусныхъ, дивизіонныхъ, полковыхъ и ротныхъ начальниковъ шьются изъ атласа. Цвѣтъ знаменъ соотвѣтствуетъ названію корпуса. Знамена желтое, бѣлое и синее имѣютъ красную, a красное знамя съ каймою имѣетъ бѣлую обкладку -- шириною въ 8 дюймовъ; одноцвѣтныя знамена не имѣютъ обкладки. Знаменныя полотнища вообще цѣльныя; вдоль по древку имѣютъ пять, a въ поперечникѣ 5 8/10 фута. По обкладкѣ и краямъ знаменъ вышито пламя золотистаго цвѣта. Древко бамбуковое, покрытое киноварію и обвитое тростникомъ, имѣетъ въ длину 15 футовъ. На полѣ по полотнищу вышитъ драконъ въ золотыхъ облакахъ. Ротныя знамена безъ шитья по краямъ. На ротныхъ знаменахъ Китайскихъ дивизій вмѣсто дракона представленъ летящій золотой тигръ. Знамена начальниковъ зеленаго знамени имѣютъ косое (клинообразное) полотнище зеленаго цвѣта, съ изображеніемъ змѣя или медвѣдя, летящаго въ золотыхъ облакахъ; вдоль по древку въ 8, a въ поперечникѣ въ 5 8/10 фута. По краямъ вышито пламя золотистаго цвѣта, а древко красное въ 14 футовъ длиною. Солдатскія палатки двускатныя; шьются изъ бѣлаго плотнаго бумажнаго холста.
Солдаты осьми знаменъ получаютъ отъ правительства оружіе или деньги на покупку его. Оружіе для войскъ зеленаго знамени заготовляется насчетъ казны. Порохъ и пули выдаются предъ ученьемъ въ опредѣленномъ количествѣ. Въ артиллерійскомъ корпусѣ въ Пекинѣ въ каждой дивизіи по пяти фалконетовъ. Въ Маньчжурскихъ гарнизонахъ по губерніямъ вообще полагается по десяти большихъ орудій на 1000 солдатъ. Котлы и палатка выдаются предъ выступленіемъ въ походъ. Офицерамъ 1-го и 2-го класса, также Монгольскимъ князьямъ и Тайцзи 1-го класса по четыре котла и по четыре палатки; офицерамъ отъ 3-го до 6-го класса по три котла и по три палатки; офицерамъ отъ 7-го до 10-го класса по два котла; низшимъ офицерамъ по одному котлу и по одной палаткѣ. Каждымъ четыремъ рядовымъ, пяти милиціоннымъ и десяти служителямъ по одной палаткѣ.Н.Я.Бичурин. Китайские военные силы.